# Volley Treviso 2009-2010

## Risultati ottenuti

### In Italia
- Serie A1: perde in semifinale contro la BreBanca Lannutti Cuneo
- Coppa Italia: perde in semifinale contro la BreBanca Lannutti Cuneo